# Superior (Nebraska)
Superior é uma cidade localizada no estado americano de Nebraska, no Condado de Nuckolls.

## Demografia
Segundo o censo americano de 2000, a sua população era de 2055 habitantes.
Em 2006, foi estimada uma população de 1866, um decréscimo de 189 (-9.2%).

## Geografia
De acordo com o United States Census Bureau, a localidade tem uma área de 4,9 km², sem área coberta por água. Superior localiza-se a aproximadamente 542 m acima do nível do mar.

## Localidades na vizinhança
O diagrama seguinte representa as localidades num raio de 24 km ao redor de Superior.